# Villeroy & Boch
Villeroy & Boch AG – niemieckie przedsiębiorstwo, zajmujące się produkcją wyrobów ceramicznych, którego początki sięgają 1748 roku. Nazwa przedsiębiorstwa pochodzi od nazwisk jej dwóch założycieli Nicolas Villeroy i Jean-François Boch. Siedziba główna Villeroy & Boch AG znajduje się w Mettlach, w kraju związkowym Saara, w Niemczech.